# 古妮拉·比爾克
古妮拉·比爾克（瑞典語：Gunilla Bielke，1568年6月25日—1597年7月19日），瑞典王后，1585年至1592年在位。

## 家庭
1585年，古妮拉與瑞典國王約翰三世結婚，兩人有一個兒子：
- 約翰（英语：John, Duke of Östergötland）（1589年—1618年），東約特蘭公爵